# Eduard Josef Wimmer-Wisgrill

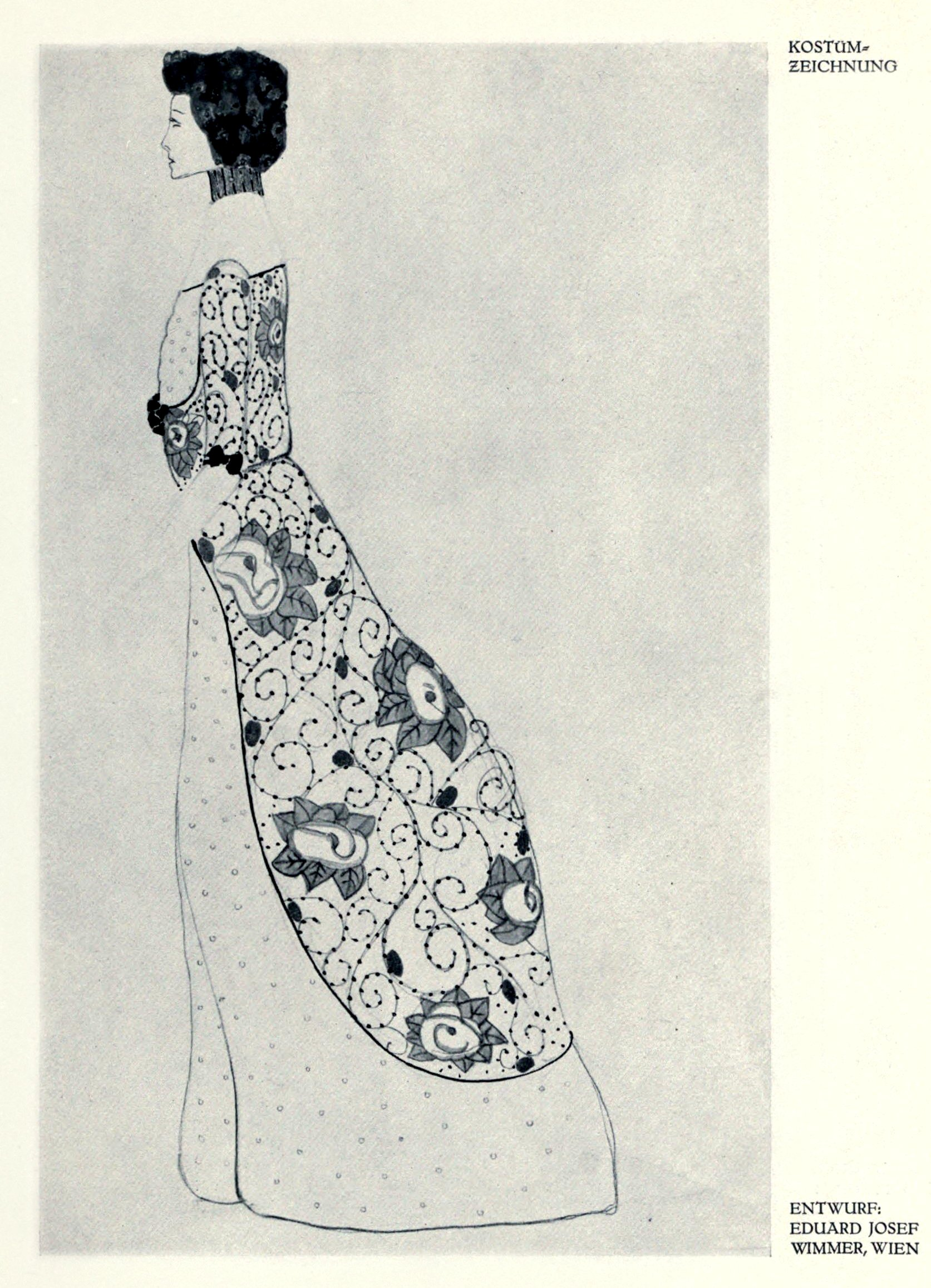
Conception de costumes dessinée par Eduard Wimmer-Wisgrill, 1912

Eduard Josef Wimmer-Wisgrill, né le 2 avril 1882  à Vienne (Autriche) et mort le 25 décembre 1961 dans la même ville, est un designer industriel, architecte et créateur de mode autrichien. Actif dans la première moitié du XXe siècle, Eduard Wimmer est surtout connu pour son travail dans les bijoux et les vêtements pour la Wiener Werkstätte, ainsi que pour ses contributions au domaine de l'architecture moderne.

## Biographie
Eduard Josef Wimmer-Wisgrill est né à Vienne, en Autriche, le 2 avril 1882. Il a étudié à l' Académie des Beaux-Arts de Vienne et s'est intéressé à la convergence de l'art, du design et de la technologie. Après des études d´architecture, Wimmer a commencé sa carrière en tant que designer industriel indépendant, et a créé principalement des meubles et des articles ménagers.
Il s'est orienté vers le design dans la mode, la joaillerie et la ferronnerie, se formant auprès de Josef Hoffmann, qui l'a ensuite invité à rejoindre les ateliers. En 1910, il rejoint la Wiener Werkstätte en tant que « collaborateur artistique ». Rapidement, il devient l'un des principaux designers autrichiens dans les années 1920 et 1930, travaillant pour de grandes entreprises et gagnant une renommée nationale et internationale pour des conceptions simples, fonctionnelles et modernes de meubles et d'articles ménagers.
Wimmer-Wisgrill a également enseigné pendant plusieurs années. De 1912 à 1913, Wimmer est professeur adjoint sous Koloman Moser à la Kunstgewerbeschule (École des arts appliqués). En 1918 il est nommé professeur titulaire à l'école et dirige le département de mode jusqu'en 1921. Après avoir quitté Vienne en 1922, il passe du temps à Paris avant de se rendre aux États-Unis, où il visite Joseph Urban à la succursale new-yorkaise de la Wiener Werkstätte. À New York, il travaille comme créateur de mode, de costumes et de textile pendant près d'un an avant d'enseigner brièvement à l' Art Institute of Chicago en 1923.
Retourné à Vienne en 1924, il reprend l'enseignement à la Kunstgewerbeschule et dirige la faculté mode et textile de 1925 jusqu'à sa retraite en 1953. Malgré son retrait officiel en 1955, il a continué à peindre des paysages et des sujets floraux jusqu'à sa mort à Vienne en décembre 1961. Bien que son travail ait été quelque peu oublié après sa mort, il y a eu une appréciation renouvelée ces dernières années, et ses conceptions et son architecture sont maintenant reconnues comme exemple significatif de l'intersection de l'art, du design et de la technologie au début du XXe siècle.

## La Wiener Werkstätte
En 1910, la Wiener Werkstätte demande une licence de couture et, cet été-là, commence à vendre de la mode féminine dans la station thermale de Karlsbad (aujourd'hui Karlovy Vary en République tchèque ). La rumeur disait que la création du département mode de la Wiener Werkstatte était le résultat de la visite de Wimmer au Palais Stoclet à Bruxelles. Il a apparemment été surpris par les vêtements de conception française de Madame Stoclet, les seuls articles non signés par Hoffmann, qui, selon lui, brisaient l'harmonie du design de la maison.

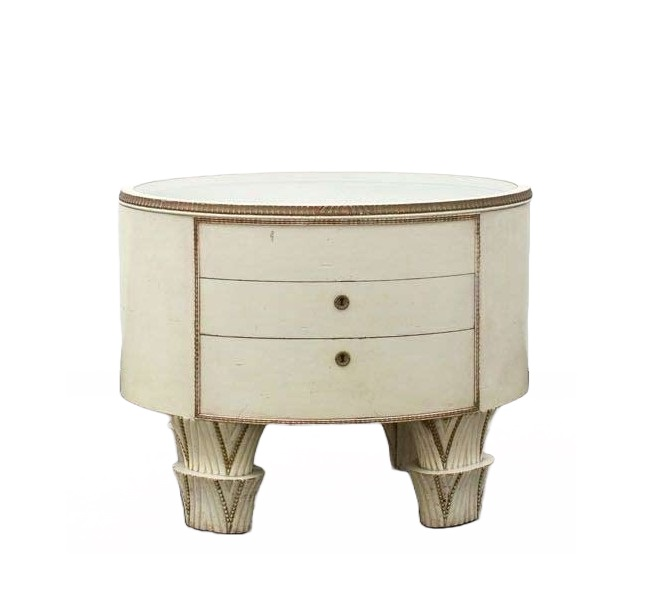
Eduard Wimmer-Wisgrill: Commode ovale provenant d'un ensemble de meubles de chambre à coucher et de dressing pour la famille Lederer (Exposition MAK 12.9.–25.11.2012)

Après le Palais Stoclet, l'ameublement des collectionneurs d'art August et Serena Lederer avait été confié à Wimmer-Wisgrill et réalisé par la Wiener Werkstätte En mars 1914, il devint également associé de la Wiener Werkstätte.
La première collection a été présentée en février 1911, propulsant rapidement le département de la mode comme l'une des branches les plus prospères de l'organisation. Wimmer était responsable des conceptions de robes, avec Max Snischek et Otto Lendecke, tandis que plus de 80 designers ont créé des textiles, de la dentelle, des travaux d'aiguille et des perles.
Cependant, les robes restaient souvent au stade de projet et les résultats commerciaux étaient médiocres en raison de leur concentration sur la conception de croquis de vêtements trop complexes pour être réellement produits plutôt que sur des modèles de mode réalistes et portables. L'entreprise a été réorganisée en société à responsabilité limitée en 1914 après avoir perdu son premier bailleur de fonds, Fritz Waerndorfer. Lorsque Wimmer-Wisgrill a déménagé aux États-Unis en 1922, Max Snischek a pris la tête du département de la mode.

## Travail conceptuel
La couture de Wimmer a été félicitée pour son originalité. Dans ses créations, il intègre moins de géométrie que ses prédécesseurs Hoffmann et Moser. Son travail a été fortement inspiré par la nature, comprenant souvent des formes florales, des feuilles et des motifs végétaux. Il s'est également inspiré de textiles folkloriques non traditionnels.
Le célèbre designer français Paul Poiret s'est rendu à Vienne lorsque la Wiener Werkstätte a publié ses premières collections de mode en 1911. Poiret est revenu plus tard cette année-là parce qu'il avait tellement aimé les créations de Wimmer et en a acheté beaucoup pour les ramener à Paris. Il a même utilisé certains des textiles de la Werkstatte dans son propre travail. L'influence de Wimmer sur Poiret était mutuelle; Wimmer a été surnommé le "Poiret des Viennois" par la presse, en raison de ses silhouettes à la parisienne.
Wimmer-Wisgrill a également conçu un certain nombre de bâtiments à Vienne et dans d'autres villes d'Autriche. Son travail architectural s'inspire principalement du mouvement moderniste dans l'art et l'architecture. Pour cette raison, Wimmer est considéré comme l'un des pères de l'architecture moderne en Autriche.